# Zagor
Zagor é um personagem de história em quadrinhos italiana de western criado em 1961 pelo roteirista Sergio Bonelli (assinado como Guido Nolitta) e o desenhista Gallieno Ferri e publicada pela Sergio Bonelli Editore. Zagor habita na lendária Floresta de Darkwood e atua nas aventuras com seu inseparável amigo Chico.

## Breve História
O nome Zagor é uma abreviação de Za-gor-te-nay, ou seja, "O espírito da machadinha" (em dialeto dos índios algonquinos). Ao perder seus pais passou a dedicar sua vida à defesa da paz e da ordem na imaginária floresta de Darkwood, situada na região dos Estados Unidos conhecida por "As 13 Colônias". Zagor possui extraordinários reflexos e dotes atléticos e é extremamente hábil no uso de sua machadinha. Os seus feitos, além da impressão causada por suas vestes e por seu grito de guerra (um característico "AAHHYAAKK!") o fazem ser considerado pelos índios como uma espécie de semi-deus enviado por Manitu. O ambiente das histórias é o velho oeste, mas G. Nolitta (Sérgio Bonelli) inseriu alguns elementos fantásticos, assombrações, ficção científica, e coisas do gênero. O verdadeiro nome de Zagor é Patrick Wilding (conforme os leitores italianos puderam constatar ao ler o Zagor Speciale n.7 (A Lenda de Wandering Fitzy), Zagor n.5 pela Mythos).
Por que o codinome "Espírito da Machadinha"? Porque Zagor habitualmente combate usando como arma uma espécie de machadinha (na verdade, um tomahawk) feita de pedra com cabo de madeira. Não obstante traga uma pistola na cintura, geralmente evita usá-la, preferindo lutar com as chamadas armas brancas ou com as mãos nuas.

## Pronúncia
No Brasil, pronuncia-se Zagôr e em Portugal, Zágór. Na Itália, seu país de origem, é Zágor.
Obs: Na própria revista existe uma explicação do autor / editor de que no Brasil a pronúncia é Zágor e não Zagôr.

## Personagens

### O Companheiro de Aventuras
- Chico (Dom Felipe Cayetano Lopez Martinez y Gonzales)

### Amigos
- Tex
- Kit Carson
- Jack Tigre
- Kit Willer
- Barão Ícaro La Plume (Aviador)
- Wandering Fitzy (Velho amigo de Zagor)
- Tonka (Cacique dos Mohawk)
- Bat Batterton (Detetive)
- Digging Bill (Caçador de Tesouros)
- Guitar Jim
- Frida Lang

### Inimigos
- Prof. Hellingen
- Barão Bela Rakosi (Vampiro)
- Kandrax (Druida Celta)
- Mortimer (Assassino Profissional)
- Olaf (O Sósia)
- Super Mike

## Autores
- Guido Nolitta (pseudônimo de Sergio Bonelli)- criador e roteirista
- Gallieno Ferri - criador, roteirista e desenhista
- Moreno Burattini - roteirista
- Mauro Boselli - roteirista
- Alfredo Castelli - roteirista
- Rafaelle Della Monica - desenhista
- Stefano Andreucci - desenhista